# 重力相互作用
重力相互作用（じゅうりょくそうごさよう、英: gravitational interaction）とは、自然界に存在する4つの基本相互作用のうち、重力による相互作用を指す。力の強さは逆2乗の法則に従う。
重力相互作用は、質量が小さい素粒子間ではきわめて小さく、たとえば互いに 1 fm 離れた2つの陽子間の重力ポテンシャルは核力に比して10−38倍程度小さく、これが結合定数の相対比とみなせるが、巨視的スケールではすべての粒子からの寄与が加算的となるので、大きい効果をもたらす。アインシュタインの一般相対性理論では、万有引力は物質やエネルギーによって引き起こされた時空世界のひずみが、ほかの物質やエネルギーに及ぼす作用として解釈されており、時空世界のひずみは計量テンソル gμν (x, y, z, t) で記述され、gμν を重力場という。物質やエネルギーと重力場を相関させる原因が重力相互作用であり、その強さは重力微細構造定数 αG = 5.9×10−39 で特徴づけられ、弱い相互作用よりもさらに10−34倍も弱い。場の量子論では重力相互作用は素粒子による重力子の放出・吸収であり、重力子の交換の結果として万有引力が生じると考えられており、重力子の質量は 0 であると予想されているため重力相互作用の到達距離は無限大である。重力を含む統一理論として超弦理論が精力的に研究されている。